# USS LST-707
O USS LST-707 foi um navio de guerra norte-americano da classe LST que operou durante a Segunda Guerra Mundial.